# 6 Dywizja Pancerna (III Rzesza)

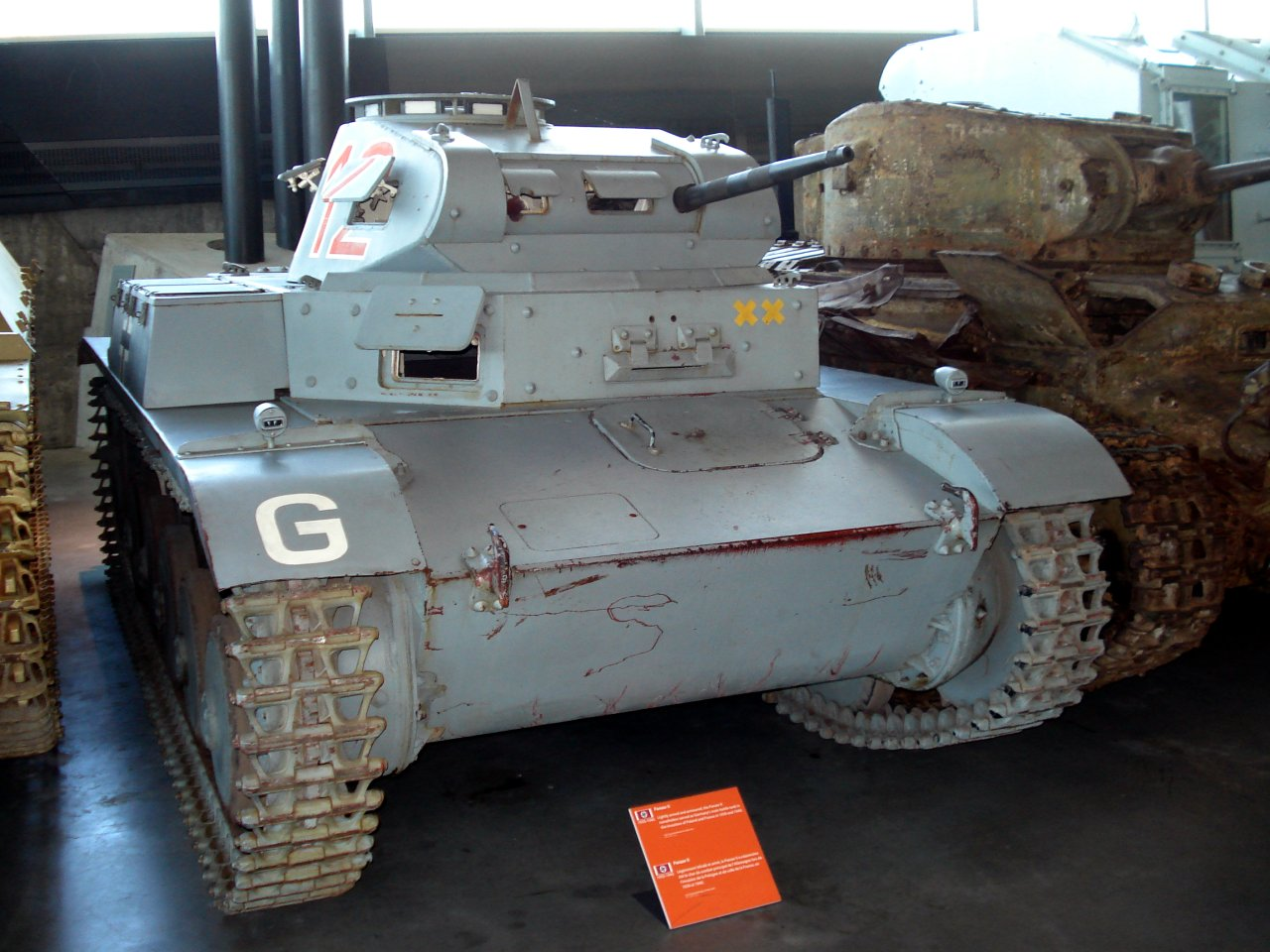
Czołg lekki Panzer II z emblematem dywizji

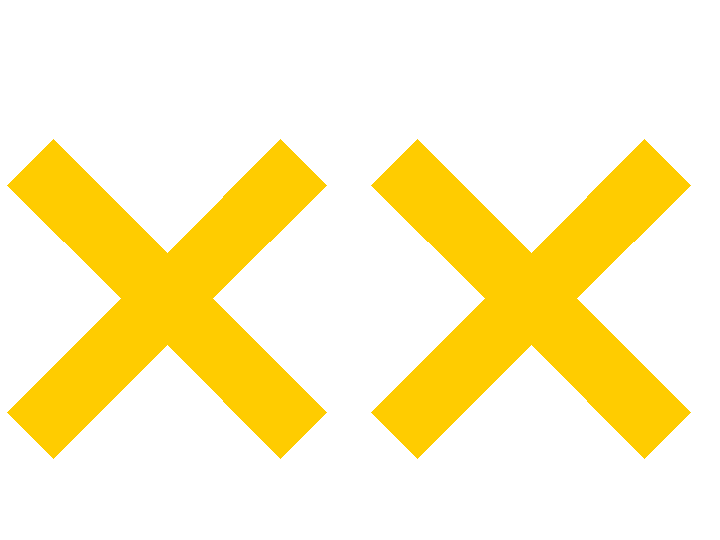
Emblemat 1941-1945

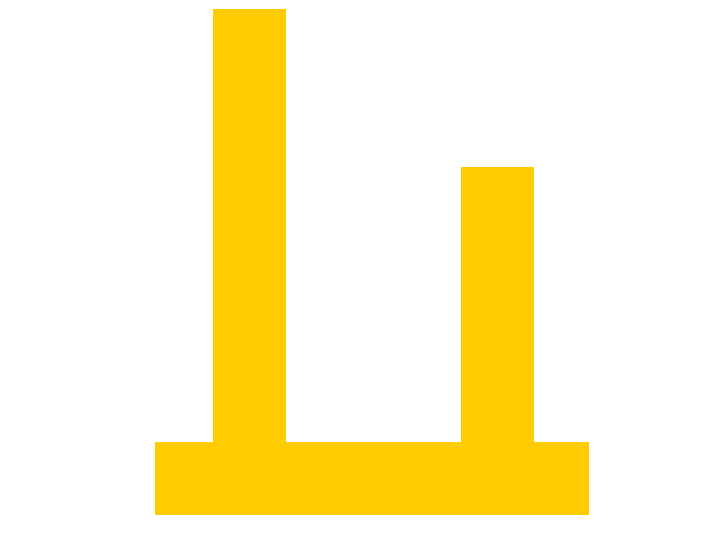
Emblemat podczas bitwy pod Kurskiem

6 Dywizja Pancerna (niem. 6. Panzer-Division) – niemiecka dywizja pancerna z okresu II wojny światowej, uczestniczyła w agresji na Francję i ataku na Związek Radziecki.

## Historia
Została sformowana zgodnie z rozkazem z dnia 18 października 1939 po przeformowaniu 1 Dywizji Lekkiej.
W grudniu 1939 weszła w skład Grupy Armii B i została przeniesiona do Nadrenii, gdzie do czerwca 1940 znajdowała się w odwodzie. W czerwcu 1940 weszła w skład Grupy Pancernej Guderiana i wzięła udział w walkach we Flandrii oraz w północnej Francji. Po zakończeniu walk we Francji została przeniesiona do Prus Wschodnich.
W maju 1941 weszła w skład 4 Grupy Pancernej Grupy Armii Północ. Wzięła udział w ataku na ZSRR atakując na kierunku północnym w kierunku Leningradu. W październiku 1941 przeniesiono ją do Grupy Armii Środek (początkowo w składzie 4 Grupy Pancernej, a następnie 9 Armii), walczyła na kierunku moskiewskim. W trakcie kontrofensywy radzieckiej w grudniu 1941 walczyła początkowo pod Moskwą, a następnie cofała się w kierunku Rżewa. W czasie tych walk poniosła ciężkie straty w ludziach i sprzęcie i przestała być zdolna do walki.
W maju 1942 została wycofana z frontu i skierowana do okupowanej Francji, gdzie otrzymała uzupełnienia. We Francji przebywała do grudnia 1942, kiedy to ponownie została skierowana na front wschodni, gdzie wchodziła w skład nowo utworzonej Grupy Armii Don w składzie 4 Armii Pancernej. Brała udział w próbie odblokowania 6 Armii otoczonej w Stalingradzie. Następnie wzięła udział w walkach w rejonie Charkowa.
W lipcu 1943 wzięła udział w operacji Cytadela, walcząc w rejonie Biełgorodu w składzie 4 Armii Pancernej Grupy Armii Południe. Następnie cofała się w walkach, walcząc nad Dnieprem i południu Ukrainy. W lipcu 1944 została wycofana do rezerwy i przerzucona początkowo do okupowanej Polski, aby w październiku 1944 obsadzić linię rzeki Narwi, której broniła do stycznia 1945.
W styczniu 1945, jeszcze przed rozpoczęciem ofensywy styczniowej przez Armię Czerwoną, została przerzucona na Węgry, gdzie wzięła udział w walkach w oblężonym Budapeszcie. Następnie wycofała się do Austrii, a potem do Czechosłowacji. Skapitulowała w maju 1945 w rejonie Brna przed wojskami radzieckimi.

## Oficerowie dowództwa dywizji
Dowódcy dywizji
- gen. mjr Werner Kempf (1939–1941)
- gen. por. Franz Landgraf (1941–1942)
- gen. por. Erhard Raus (1942–1943)
- gen. por. Walther von Hünersdorff (1943)
- gen. mjr Wilhelm Crisolli (1943)
- gen. por. Rudolf Freiherr von Waldenfels (1943–1945)

## Struktura organizacyjna
Skład w 1940:
- 11 pułk pancerny (Panzer-Regiment 11)
- 65 batalion pancerny (Panzer-Abteilung 65)
- 6 Brygada Strzelców (Schützen-Brigade 6)
  - 4 pułk strzelców (Schützen-Regiment 4)
  - 6 batalion motocyklowy (Kradschützen-Bataillon 6)
- 76 pułk artylerii (Artillerie-Regiment 76)
- 57 batalion rozpoznawczy (Aufklärungs-Abteilung 57)
- 41 batalion przeciwpancerny (Panzerjäger-Abteilung 41)
- 57 batalion pionierów (Pionier-Bataillon 57)
- 82 batalion łączności (Nachrichten-Abteilung 82)

Skład w 1943:
- 11 pułk pancerny (Panzer-Regiment 11)
- 4 pułk grenadierów pancernych (Panzergrenadier-Regiment 4)
- 114 pułk grenadierów pancernych (Panzergrenadier-Regiment 114)
- 76 pułk artylerii pancernej (Panzer-Artillerie-Regiment 76)
- 6 pancerny batalion rozpoznawczy (Panzer-Aufklärungs-Abteilung 6)
- 298 dywizjon artylerii przeciwlotniczej (Heeres-Flak-Artillerie-Abteilung 298)
- 41 dywizjon niszczycieli czołgów (Panzerjäger-Abteilung 41)
- 57 pancerny batalion pionierów (Panzer-Pionier-Bataillon 57)
- 82 pancerny batalion łączności (Panzer-Nachrichten-Abteilung 82)